# Ferrovia São Luís–Teresina
A Ferrovia São Luís–Teresina (também chamada de EF-225) liga as cidades de São Luís (Maranhão) e Teresina (Piauí), passando por Timon, Caxias, Codó, Timbiras, Coroatá, Pirapemas, Cantanhede, Itapecuru Mirim, Santa Rita, Rosário e Bacabeira, no Maranhão, com aproximadamente 454 km.

## Histórico

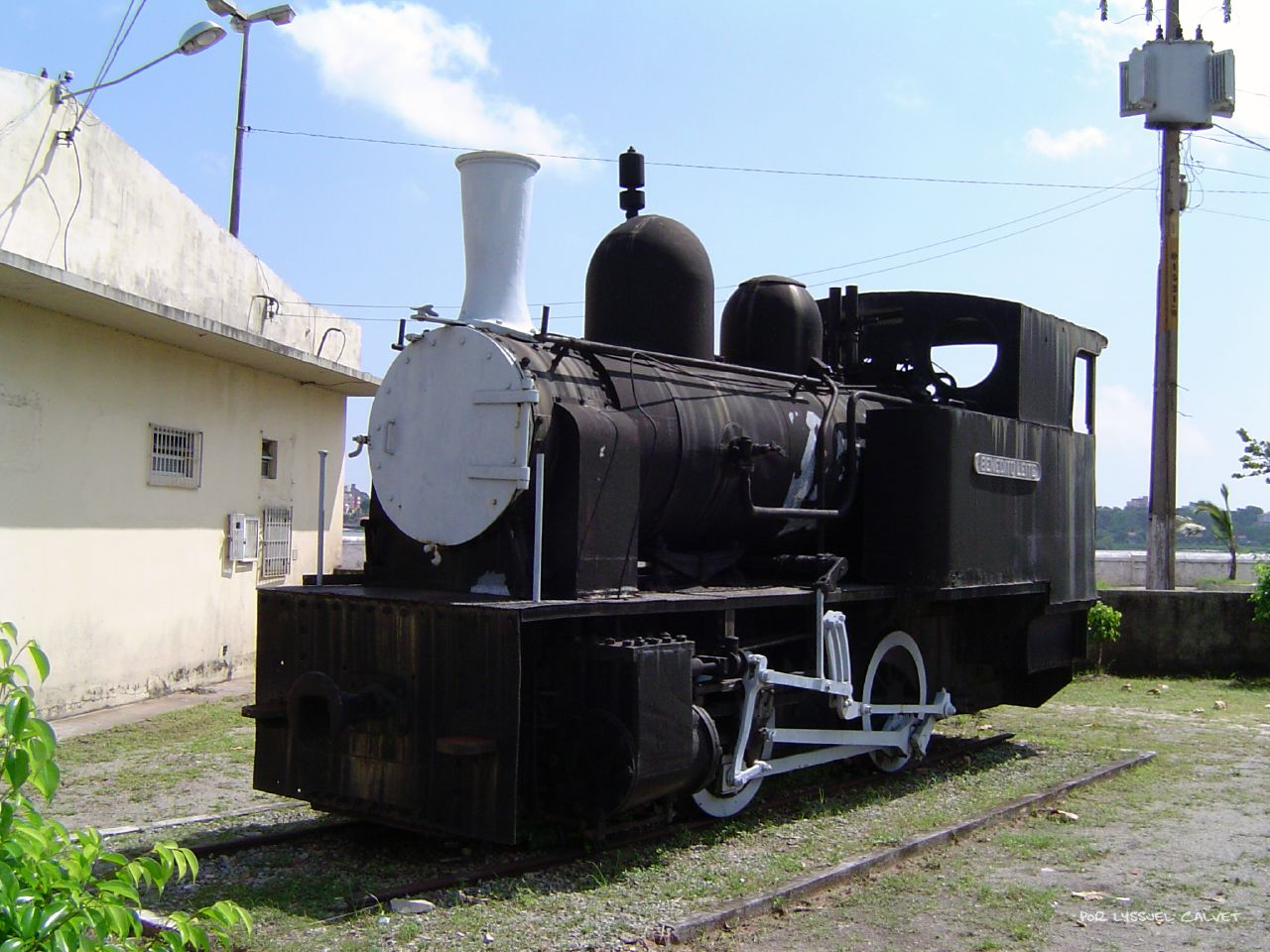
Maria Fumaça, em exposição na Avenida Beira-mar, em São Luís

A economia do Maranhão, no século XIX, era baseada na exportação do algodão, realizada por meio do transporte fluvial por companhias de navegação a vapor, no rio Itapecuru, que banhava as regiões produtoras, como o município de Caxias, até o porto de São Luís. A capital do estado também desenvolvia um parque industrial têxtil, mas era necessária uma forma de transporte mais eficiente.
Dessa forma, foi pensada uma linha férrea que unisse o principal centro produtor de algodão e o principal comprador, interligando os maiores núcleos urbanos maranhenses. Também deveria servir para outros produtos, em especial o babaçu, cujo óleo começava a ser adquirido pela Europa.
Apesar das necessidades evidentes de construção de uma via férrea já em meados do século XIX, ela não foi concretizada antes do início do século XX, o que contribuiu para a deficiência da atividade econômica.
Foi inaugurada, em 1895, a linha entre Caxias e o povoado ribeirinho de “Cajazeiras” (hoje, Timon), nas margens do rio Parnaíba, próximo à Teresina, capital do Piauí.
Em 1905, foi sancionada a lei federal nº 1.329, determinando a construção de uma ferrovia entre São Luís e Caxias, e o então presidente da república, Afonso Pena, visitou o estado e fez uma viagem pelo rio Itapecuru, na companhia do então governador Benedito Leite, constatando a dificuldade de navegação e autorizando a construção da estrada de ferro.
Em 1919 foi aberto o trecho, de São Luís a Caximbos (Cantanhede), prolongado em 1920 até Caxias. A ponte metálica sobre o Estreito dos Mosquitos (Ponte Metálica Benedito Leite), ligando a ilha de Upaon-açu (São Luís) ao continente, no entanto, só foi concluída em 1928.
Em 05 de março de 1921, considerada a inauguração oficial, houve a partida de uma composição entre Cajazeiras e Rosário.
A Estação João Pessoa, no Centro de São Luís, na Avenida Beira-mar, foi inaugurada em 1929.
Até 1938, o trem vinha de São Luís e parava na estação de Timon, pequena cidade maranhense à frente de Teresina.
Somente em 1938, os trilhos chegaram a Teresina, com a abertura da ponte sobre o rio Parnaíba, a Ponte Metálica João Luis Ferreira. A primeira viagem ente as cidades de São Luís e Teresina foi feita em 31 de dezembro de 1938.
A ferrovia foi incorporada à RFFSA em 1957.  
Em São Luís, a ferrovia se divide em dois ramais: um com destino com ao Porto do Itaqui, tendo esse trecho sido construído na década de 1970, contando com 17 km de extensão e bitola mista, permitindo a circulação dos trens da Estrada de Ferro Carajás, a partir do entroncamento na estação Pombinho; e outro ramal de 14 km, com destino ao bairro Tirirical, onde fica o Pátio Ferroviário da Transnordestina Logística.
O trecho da ferrovia que passa pelo Campo de Perizes, em Bacabeira, precisou ter seus trilhos retirados no processo de duplicação da BR-135, dando lugar ao canteiro central que separa as duas pistas. Os novos trilhos foram fixados ao lado do acostamento da pista ampliada, que foi concluída em 2018.

## Privatização

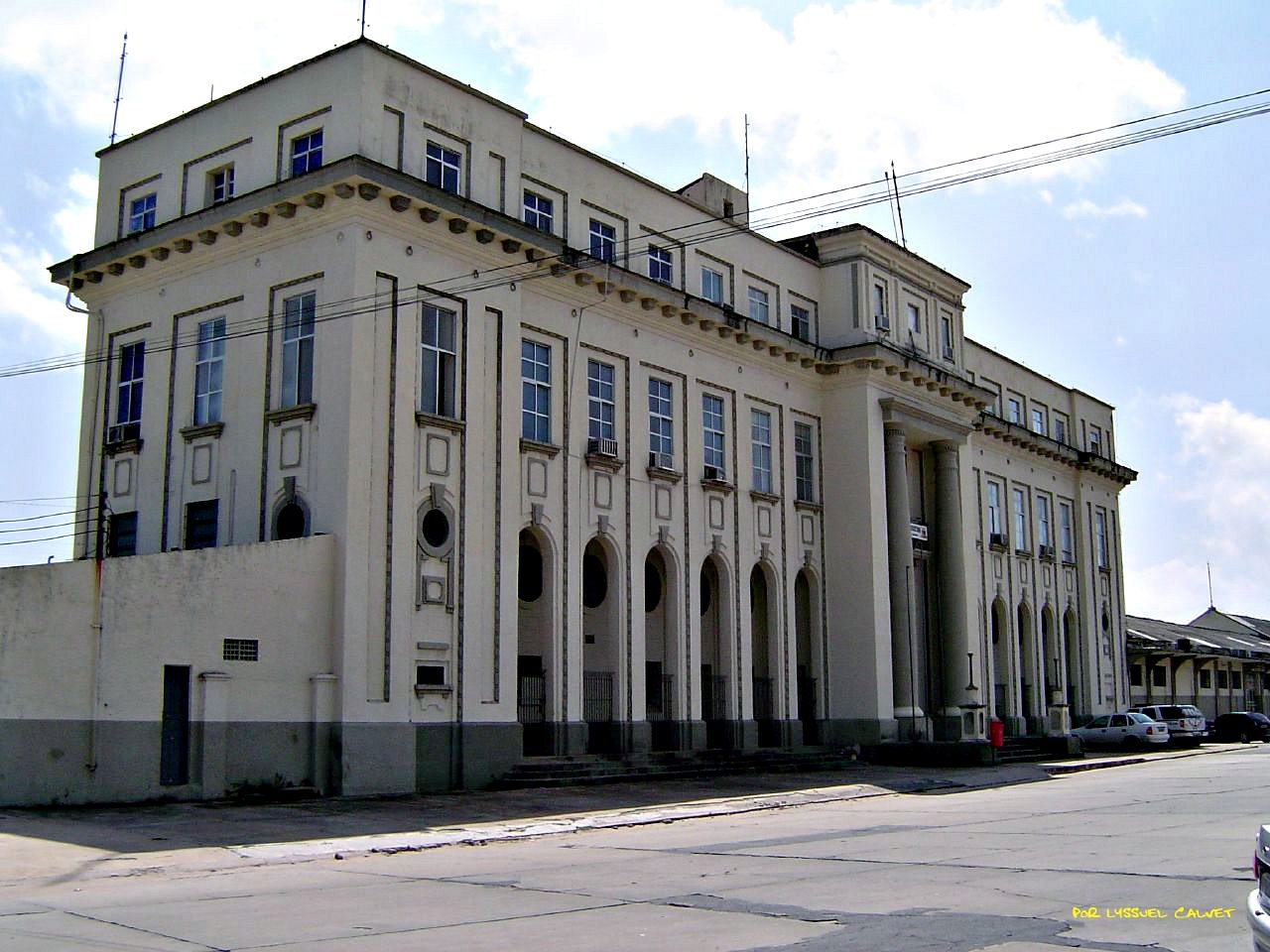
Estação de Trem João Pessoa, sede da RFFSA, em São Luís.

Na década de 1990, as linhas foram concedidas para a empresa Companhia Ferroviária do Nordeste, que mudou de nome para Transnordestina Logística.
Em 2013, ocorre a cisão da Transnordestina Logística S/A, sendo criada a Ferrovia Transnordestina Logística (FTL) responsável pela operação das linhas de bitola métrica no nordeste (Malha I); enquanto que a Transnordestina Logística S.A. (TLSA) ficou com a Malha II (bitola larga e mista em construção como Ferrovia Nova Transnordestina).
Atualmente, a ferrovia é destinada principalmente para o transporte de combustíveis (álcool, gasolina e óleo diesel) entre o Porto do Itaqui (São Luís) e a cidade de Teresina, havendo necessidade de investimentos para melhorias, em razão de a ferrovia também ter sido afetada pela crise no setor ferroviário brasileiro na década de 90. 

## Transporte de cargas
O Porto do Itaqui foi responsável por 54,2% da gasolina e 49,8% do diesel importados no Brasil no ano de 2012.
No ano de 2012, 1 milhão de litros de gasolina e 1,3 milhão de óleo diesel chegavam diariamente em Teresina. Desse combustível, 60% chega por via ferroviária e 40% pelas estradas. Diariamente, em 2012, 40 vagões com capacidade de 42 mil litros eram desabastecidos em Teresina. Em 2014, foram médias acima de 1.500 vagões carregados por mês, com um total de 712 mil metros cúbicos no ano.
Em 2018, a ferrovia transportou cimento para São Luís, além de calcário corretivo, clínquer, contêineres e pallets de madeira, através do entrocamento com a Ferrovia Teresina-Fortaleza, possibilitando a interligação entre os Portos de Itaqui (MA), Pecém (CE) e Mucuripe (CE). No mesmo ano, cerca 742 milhões de litros de combustíveis foram transportados pela ferrovia.
O transporte de celulose entre a unidade da Suzano em Imperatriz (MA) e São Luís (MA) é realizado pela Valor da Logística Integrada (VLI) na Ferrovia Norte-Sul (FNS) e na Estrada de Ferro Carajás (EFC). O acesso ao porto do Itaqui, onde a Suzano possui um armazém, é realizado pela Transnordestina Logística. Em 2018, essa movimentação alcançou 1,4 milhão de toneladas de celulose.
Foi anunciado um projeto de revitalização, com duração de quatro anos, em 1,2 mil km de linha férrea nos três estados, tendo sido investidos cerca de R$ 116,8 milhões entre 2017 e 2019, incluindo melhoria em locomotivas e vagões, pontes e na linha férrea, com a substituição de dormentes de madeira por de concreto.
Em 2024, a FTL no trecho São Luís-Teresina transportou 1,6 milhão de toneladas de celulose e 525 mil toneladas de combustíveis, além de clínquer (89 mil), cimento (17 mil t) e outros produtos.

## Cultura

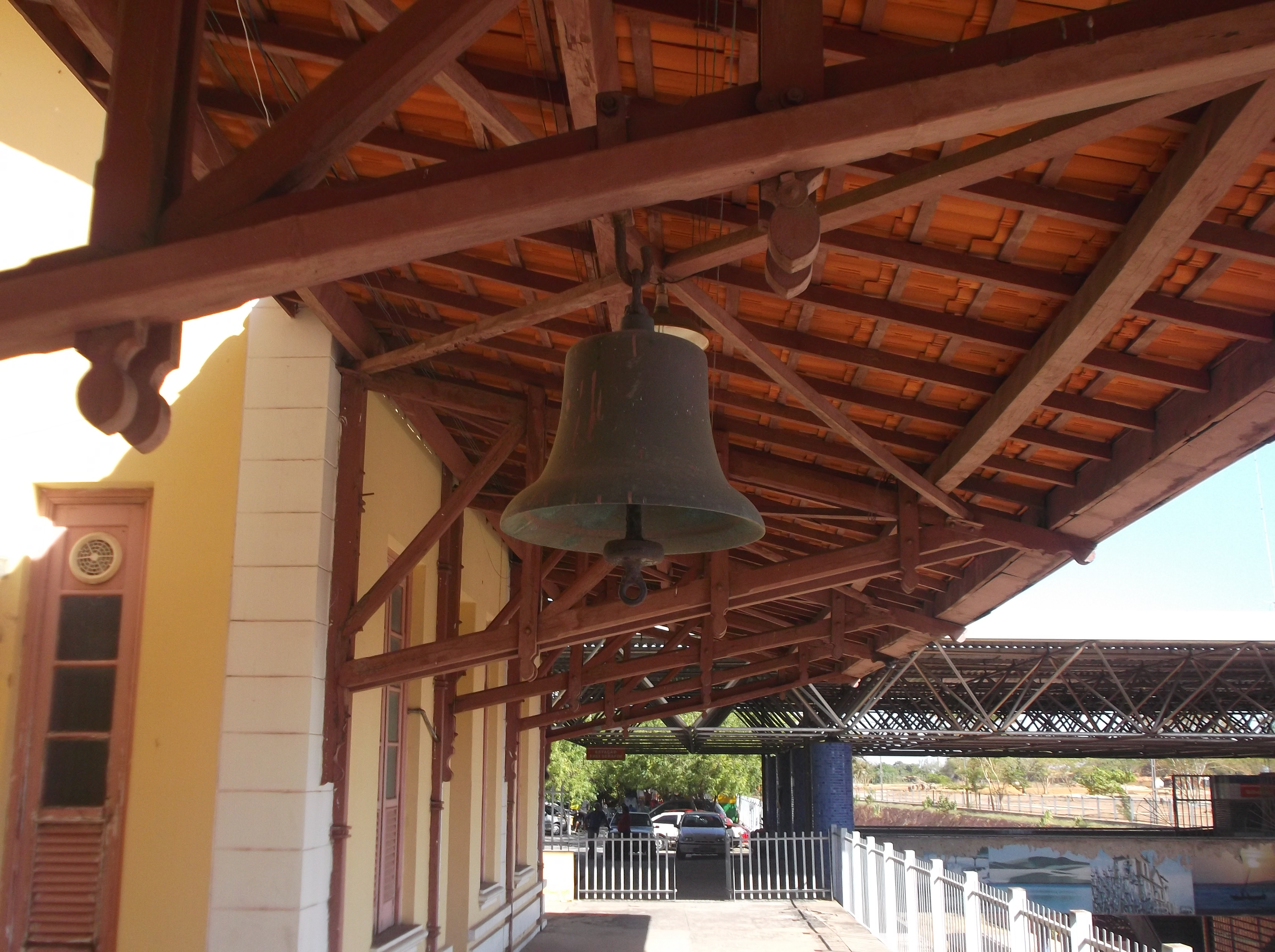
Sino da Estação Ferroviária de Teresina.

A Ferrovia São Luís-Teresina teve importância fundamental para as populações que ainda habitam os vales dos rios Itapecuru, Mearim e Pindaré, contribuindo para a atividade econômica maranhense e a formação cultural da região. Promoveu o fornecimento de matérias-primas e transporte de bens para o comércio das principais cidades maranhenses. Serviu para a condução de grande número de passageiros, incluindo imigrantes nordestinos fugindo da seca, encurtando distâncias e aproximando povoações antes praticamente isoladas, auxiliando no desenvolvimento de comunidades em seu entorno.
A Estação João Pessoa, em São Luís, que sediou a administração da ferrovia e foi ponto de embarque e desembarque até década de 80, até a transferência para o bairro do Tirirical (e a retirada dos trilhos que iam até o centro da cidade), foi tombada em 1986. Em novembro de 2020, foi inaugurado Museu Ferroviário e Portuário do Maranhão, com a construção de uma praça em homenagem ao carnavalesco Joãozinho Trinta), exposição da locomotiva Benedito Leite (que circulou na capital desde a década de 1920), com intuito de se transformar em novo complexo turístico da capital.

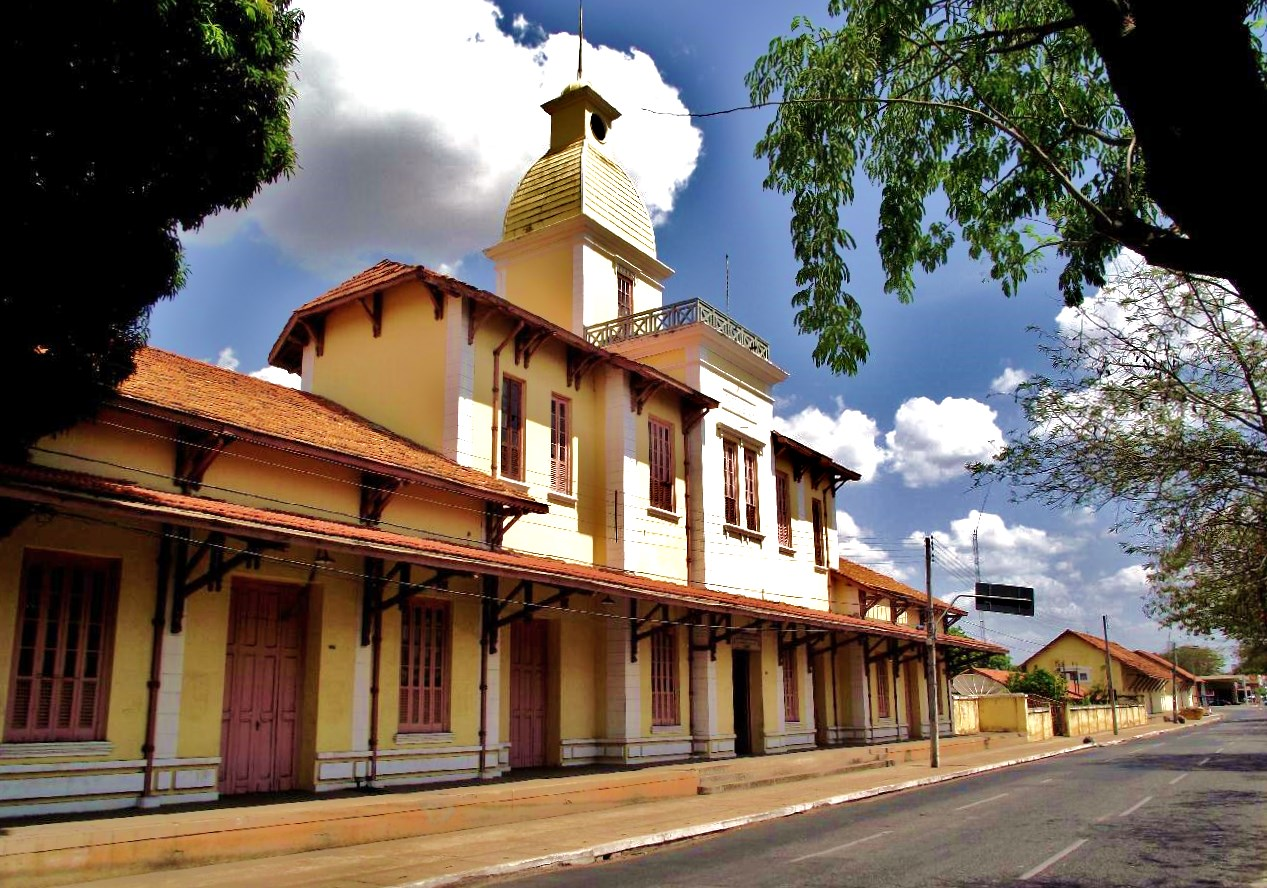
Estação Ferroviária de Teresina

O decreto de tombamento da Estação Ferroviária de Teresina (inaugurada em 1926) foi publicado em 25 de março de 2013, em reconhecimento do edifício como símbolo do processo de integração do país. A medida previu ainda a construção do Parque da Cidadania, aproveitando parte do terreno cedido à prefeitura. No projeto estão incluídas escolas de música e dança, uma biblioteca, um cinema e um anfiteatro. 
O compositor maranhense João do Vale, autor de “Carcará” e “Estrela Miúda”, escreveu a canção "De Teresina a São Luís" inspirado nessa ferrovia.

## Trens de passageiros
Havia trens de passageiros até a década de 1980 pela linha. A maioria das estações encontra-se em ruínas, sendo algumas preservadas pelas prefeituras locais.
| Nome                         | Nomes Anteriores            | Município            | Mapa                        |
| ---------------------------- | --------------------------- | -------------------- | --------------------------- |
| São Luís (até 1986)          | Urbano Santos / João Pessoa | São Luís (MA)        | OpenStreetMap / Google Maps |
| Tirirical (a partir de 1986) | –                           | São Luís (MA)        | OpenStreetMap / Google Maps |
| Araracanga                   | Maracanã                    | São Luís (MA)        | Localização desconhecida    |
| Piçarra                      | Pedrinhas                   | São Luís (MA)        | Localização desconhecida    |
| Mandubé                      | Estiva                      | São Luís (MA)        | Localização desconhecida    |
| Perizes                      | –                           | Rosário (MA)         | Localização desconhecida    |
| Rosário                      | –                           | Rosário (MA)         | OpenStreetMap / Google Maps |
| Recurso                      | –                           | Santa Rita (MA)      | OpenStreetMap / Google Maps |
| Carema                       | –                           | Santa Rita (MA)      | OpenStreetMap / Google Maps |
| Itapecuru                    | –                           | Itapecuru-Mirim (MA) | OpenStreetMap / Google Maps |
| Itapiracó                    | Jundiaí                     | Itapecuru-Mirim (MA) | Localização desconhecida    |
| Cantanhede                   | –                           | Cantanhede (MA)      | OpenStreetMap / Google Maps |
| Pirapemas                    | –                           | Cantanhede (MA)      | OpenStreetMap / Google Maps |
| Ajugaiaba                    | –                           | Coroatá (MA)         | Localização desconhecida    |
| Coroatá                      | –                           | Coroatá (MA)         | OpenStreetMap / Google Maps |
| Timbiras                     | –                           | Timbiras (MA)        | OpenStreetMap / Google Maps |
| Boa Esperança                | –                           | Codó (MA)            | Localização desconhecida    |
| Codó                         | –                           | Codó (MA)            | OpenStreetMap / Google Maps |
| Jacama                       | –                           | Codó (MA)            | Localização desconhecida    |
| Côcos                        | –                           | Codó (MA)            | Localização desconhecida    |
| Riachão                      | –                           | Caxias (MA)          | Localização desconhecida    |
| Caxias                       | –                           | Caxias (MA)          | OpenStreetMap / Google Maps |
| Cristino Cruz                | –                           | Caxias (MA)          | Localização desconhecida    |
| Aarão Reis                   | –                           | Caxias (MA)          | Localização desconhecida    |
| Timon                        | Cajazeiras / Flores         | Timon (MA)           | OpenStreetMap / Google Maps |
| Teresina                     | –                           | Teresina (PI)        | OpenStreetMap / Google Maps |

## Ver Também
- Ferrovia Carajás
- Ferrovia Norte-Sul
- Ferrovia Teresina-Fortaleza